# 1426
| [ Edytuj tabelę ]                          | |
| Król Polski                                | - 1386 Władysław II Jagiełło 1434                                                                               |
| Współksiążęta Andory                       | - 1416 Francesc de Tovia 1436 - 1412 Jan I 1436                                                                 |
| Król Anglii                                | - 1422 Henryk VI 1461                                                                                           |
| Król Aragonii i Walencji, hrabia Barcelony | - 1416 Alfons V Aragoński 1458                                                                                  |
| Władca Azteków                             | - 1417 Chimalpopoca 1427                                                                                        |
| Elektor Brandenburgii                      | - 1415 Fryderyk I 1440                                                                                          |
| Książę Bawarii-Ingolstadt                  | - 1413 Ludwik VII Brodaty 1443                                                                                  |
| Książę Bawarii-Landshut                    | - 1393 Henryk XVI Bogaty 1450                                                                                   |
| Książę Bawarii-Monachium                   | - 1397 Ernest 1438                                                                                              |
| Książę Burgundii                           | - 1419 Filip III Dobry 1467                                                                                     |
| Cesarz Bizancjum                           | - 1425 Jan VIII Paleolog 1448                                                                                   |
| Sułtan Brunei                              | - 1425 Sharif Ali 1433                                                                                          |
| Cesarz Chin                                | - 1425 Xuande 1435                                                                                              |
| Król Cypru                                 | - 1398 Janusz 1432                                                                                              |
| Król Czech                                 | - 1420 bezkrólewie 1436                                                                                         |
| Król Danii                                 | - 1396 Eryk Pomorski 1439                                                                                       |
| Dalajlama                                  | - 1391 Gendun Drup 1474                                                                                         |
| Władca Egiptu                              | - 1422 Barsbaj 1437                                                                                             |
| Cesarz Etiopii                             | - 1414 Izaak 1429                                                                                               |
| Król Francji                               | - 1422 Karol VII 1461                                                                                           |
| Król Gruzji                                | - 1412 Aleksander 1442                                                                                          |
| Hrabia Holandii                            | - 1417 Jakobina Bawarska 1433                                                                                   |
| Władca Inków                               | - 1410 Viracocha 1438                                                                                           |
| Cesarz Japonii                             | - 1412 Shōkō 1428                                                                                               |
| Kalif                                      | - 1414 Al-Mu’tadid II 1441                                                                                      |
| Król Kastylii i Leónu                      | - 1406 Jan II Kastylijski 1454                                                                                  |
| Patriarcha Konstantynopola                 | - 1416 Józef II 1439                                                                                            |
| Władca Korei                               | - 1418 Sejong Wielki 1450                                                                                       |
| Najwyższy książę litewski                  | - 1401 Jagiełło 1434                                                                                            |
| Wielki książę litewski                     | - 1392 Witold 1430                                                                                              |
| Cesarz Majapahitu                          | - 1389 Wikramawardhana 1429                                                                                     |
| Sułtan Maroka                              | - 1421 Abdulhak II 1465                                                                                         |
| Książę Mediolanu                           | - 1412 Filip Maria 1447                                                                                         |
| Senior Monako                              | - 1419 Ambroży z Menton 1427 - 1419 Antoni z Roquebrune 1427 - 1419 Jan I 1427                                  |
| Wielki książę moskiewski                   | - 1425 Wasyl II Ślepy 1462                                                                                      |
| Król Nawarry                               | - 1425 Blanka I z Nawarry i Jan II Aragoński 1441                                                               |
| Król Norwegii                              | - 1396 Eryk Pomorski 1442                                                                                       |
| Sułtan Omanu                               | - 1406 Machzum ibn al-Fallah 1435                                                                               |
| Elektor Palatynatu                         | - 1410 Ludwik III 1436                                                                                          |
| Papież awinioński                          | - 1423 Klemens VIII 1429                                                                                        |
| Papież                                     | - 1417 Marcin V 1431                                                                                            |
| Król Portugalii                            | - 1385 Jan I 1433                                                                                               |
| Cesarz Rzymski (niemiecki)                 | - 1410 Zygmunt Luksemburski 1437                                                                                |
| Kapitanowie Regenci San Marino             | - 1426 Francesco di Bartoccino Francesco di Simone Belluzzi 1426 - 1426 Sante Lunardini Francesco di Betto 1426 |
| Despota Serbii                             | - 1402 Stefan IV Lazarević 1427                                                                                 |
| Elektor Saksonii                           | - 1422 Fryderyk I Kłótnik 1428                                                                                  |
| Król Szkocji                               | - 1406 Jakub I 1437                                                                                             |
| Król Szwecji                               | - 1396 Eryk XIII Pomorski 1439                                                                                  |
| Król Tajlandii                             | - 1424 Borommaracha Thirat II 1448                                                                              |
| Sułtan Turków                              | - 1421 Murad II 1444                                                                                            |
| Doża Wenecji                               | - 1423 Francesco Foscari 1457                                                                                   |
| Król Węgier                                | - 1387 Zygmunt Luksemburski 1437                                                                                |
| Wielki mistrz zakonu krzyżackiego          | - 1422 Paul Bellitzer von Russdorff 1441                                                                        |

Rok 1426 / MCDXXVI
stulecia: XIV wiek ~
XV wiek ~
XVI wiek

lata: 1416 «
1421 «
1422 «
1423 «
1424 «
1425 «
1426
» 1427
» 1428
» 1429
» 1430
» 1431
» 1436

## Wydarzenia w Polsce
- 2 czerwca – chrzest Kazimierza, syna Władysława Jagiełły
- 8 września – książę płocki Trojden II wraz z braćmi Siemowitem i Władysławem złożyli w Sandomierzu hołd lenny Władysławowi Jagielle
- Pierwsza wzmianka o Białymstoku

## Wydarzenia na świecie
- 16 czerwca – wojny husyckie: zwycięstwo husytów nad krzyżowcami w bitwie pod Uściem.
- Efez został zajęty przez Turków Osmańskich.

## Urodzili się
- luty – Chrystian I Oldenburg, król Danii, władca Norwegii i Szwecji
- 16 maja – Kazimierz, królewicz polski, syn Władysława Jagiełły
- 30 listopada — Jan IV Roth, biskup wrocławski w latach 1482–1506

- Data dzienna nieznana: 
  - Jean II de Bourbon, książę Burbon i Owernii w latach 1456–1488
  - Pacyfik z Cerano, włoski franciszkanin, błogosławiony katolicki (zm. 1482)

## Zmarli
- styczeń — Siemowit IV, syn Siemowita III, od 1381 r. książę na Rawie, Płocku, Sochaczewie, Gostyninie, Płońsku i Wiźnie (ur. ok. 1352)
- 8 września — Hubert van Eyck, niderlandzki malarz, starszy brat Jana van Eycka (ur. ok. 1366)
- data dzienna nieznana:
  - Aleksandra Drucka, księżniczka litewsko-ruska, matka Zofii Holszańskiej, czwartej żony Władysława II Jagiełły (ur. ok. 1380)
  - Pippo Spano, włoski generał i strateg, członek Zakonu Smoka (ur. 1369)
  - Tezozmoc, władca Atzcapotzalco (ur. ?)